# Kapuvár
Kapuvár je mesto na Madžarskem, ki upravno spada pod podregijo Kapuvári Županije Győr-Moson-Sopron.